# Siphonariida
Ordre
Les Siphonariida sont un ordre de mollusques hétérobranches.

## Liste des genres
Selon World Register of Marine Species (12 décembre 2014) :
- super-famille Siphonarioidea Gray, 1827
  - famille † Acroreiidae Cossmann, 1893 †
  - famille Siphonariidae Gray, 1827 -- 14 genres